# 利蘭鎮區 (密歇根州)
利蘭鎮區（英語：Leland Township）是位於美國密歇根州利勒諾縣的一個行政鎮區。

## 地方資料
利蘭鎮區的面積為379.40平方千米，當中陸地面積為118.10平方千米，而水域面積為261.30平方千米。根據2020年美國人口普查的數據，當地共有人口2126人，而人口密度為每平方千米5.6人。